# Волейбол на Всероссийской спартакиаде 2022

## Итоговая таблица и результаты матчей
предварительный этап
| Сборная                    | МСК | РТ  | ФТС | КО  | СрО | СПб | ТО  | СвО | И | В | П | РП    | О  |
| -------------------------- | --- | --- | --- | --- | --- | --- | --- | --- | - | - | - | ----- | -- |
| 1. Москва                  |     | 3:1 | 3:2 | 1:3 | 3:0 | 3:1 | 3:1 | 3:2 | 7 | 6 | 1 | 19—10 | 16 |
| 2. Татарстан               |     |     | 3:1 | 3:1 | 3:1 | 1:3 | 3:0 | 3:1 | 7 | 5 | 2 | 17—10 | 15 |
| 3. ФТ Сириус               |     |     |     | 3:2 | 3:0 | 3:2 | 3:0 | 3:0 | 7 | 5 | 2 | 18—10 | 14 |
| 4. Калининградская область |     |     |     |     | 2:3 | 3:0 | 3:0 | 3:0 | 7 | 4 | 3 | 17—10 | 14 |
| 5. Саратовская область     |     |     |     |     |     | 1:3 | 3:1 | 3:0 | 7 | 3 | 4 | 11—15 | 8  |
| 6. Санкт-Петербург         |     |     |     |     |     |     | 0:3 | 2:3 | 7 | 2 | 5 | 11—17 | 8  |
| 7. Тульская область        |     |     |     |     |     |     |     | 3:1 | 7 | 2 | 5 | 8—16  | 6  |
| 8. Свердловская область    |     |     |     |     |     |     |     |     | 7 | 1 | 6 | 7—20  | 3  |

матч за 3 место
| Дата            |           | Счёт |                         | Сеты  | Сеты  | Сеты  | Сеты | Сеты | Отчёт |
| Дата            | 1         | Счёт | 2                       | 3     | 4     | 5     |      |      | Отчёт |
| --------------- | --------- | ---- | ----------------------- | ----- | ----- | ----- | ---- | ---- | ----- |
| 27 августа 2022 | ФТ Сириус | 3:0  | Калининградская область | 25-17 | 25-16 | 25-19 | х    | х    | [ 1 ] |

Финал
| Дата            |        | Счёт |                      | Сеты  | Сеты  | Сеты  | Сеты | Сеты | Отчёт |
| Дата            | 1      | Счёт | 2                    | 3     | 4     | 5     |      |      | Отчёт |
| --------------- | ------ | ---- | -------------------- | ----- | ----- | ----- | ---- | ---- | ----- |
| 27 августа 2022 | Москва | 3:0  | Республика Татарстан | 25-17 | 25-22 | 25-17 | х    | х    |       |

## Призёры
- 1. Москва (Мария Бибина, Наталия Гончарова, Екатерина Енина, Ирина Капустина, Маргарита Курило, Екатерина Пипунырова, Анна Подкопаева, Екатерина Полякова, Татьяна Романова, Евгения Старцева, Ирина Фетисова, Мария Халецкая, Татьяна Щукина — главный тренер Константин Ушаков)
- 2. Татарстан (Анастасия Ануфриенко, Евгения Баяндина, Дарья Заманская, Полина Ковалёва, Таисия Коновалова, Ирина Королёва, Татьяна Костина, Ангелина Лазаренко, Елизавета Лукьянова, Елизавета Павлова, Милина Рахматуллина, Ярослава Симоненко, Елизавета Синицына, Наталья Суворова).
- 3. Федеральная территория «Сириус» (Виктория Буркова, Ирина Воронкова, Ксения Дьяченко, Анастасия Жаброва, Елизавета Кочурина, Софья Кузнецова, Анна Лазарева, Полина Матвеева, Алина Попова, Елизавета Протопопова, Наталья Слаутина, Арина Федоровцева, Варвара Шепелева, Варвара Шубина).